# ルイ・アルフヴィドソン
アンドレ＝ルイ・アルフヴィドソン（André-Louis Arfvidson、1870年 ブローニュ＝ビヤンクール - 1935年 パリ）は、フランスの建築家。

## 略歴
機能主義が台頭してくる時代背景にあって、機能と華麗の中間に位置する人物。エコール・デ・ボザール出身で、1898年ローマ大賞次席。
1910年の代表作、パリ14区のカンパーニュ・ブルミエール街に建てた芸術家のための集合住宅建物「カンパーニュ・プルミエール通り31番地bisの建物（フランス語）」は、アーケードをかたどったファザードをセラミックで美しく装飾した。同建物は、芸術家のアトリエをおさめているので窓は著しく大きく、その間を巨大オーダーをモチーフとした柱が立ち上がっている。アール・デコを予兆させ、アールヌーヴォーの極端な装飾と異なっている。
第一次世界大戦後、エーヌ県とパ＝ド＝カレー県で行われた都市再建計画に参加した。
パリ近郊シャトネ＝マラブリーのビュット＝ルージュ田園都市 (直訳で"赤い丘の田園都市", fr) 建設中に、急逝した。